# Rodney Elpidio Acevedo
Rodney Elpidio Acevedo Bienick (* 4. März 1935) ist ein ehemaliger paraguayischer Diplomat und Politiker, der unter anderem zwischen 1973 und 1978 Botschafter in Spanien und Marokko sowie von 1988 bis 1989 letzter Außenminister in der Regierung des diktatorisch regierenden Präsidenten Alfredo Stroessner war.

## Leben
Rodney Elpidio Acevedo Bienick, Sohn von Manuel Acevedo und dessen Ehefrau Clara Perla Bienick, besuchte das Colegio San José, das Colegio Goethe sowie das Colegio Nacional in Asunción und schloss ein grundständiges Studium als Bachiller en Ciencias y Letras ab. Danach absolvierte er eine Ausbildung zum Reserveoffizier am Centro de Formación de Oficiales de Reserva (CIMEFOR) der Streitkräfte Paraguays, die er 1955 als Leutnant der Infanterie abschloss. Ein darauf folgendes Studium an der Fakultät für Rechts- und Sozialwissenschaften an der Universidad Nacional de Asunción (UNA) beendete er 1959 mit der anwaltlichen Zulassung. Im Anschluss wurde er am 26. Februar 1959 erst Sekretär des Richters am 7. Strafgericht sowie am 14. Februar 1959 Staatsanwalt am 2. Strafgericht, ehe er am 26. November 1965 zum Richter der ersten Instanz am 1. Strafgericht berufen wurde. Nachdem er 1968 Richter der ersten Instanz am 2. Strafgericht wurde, erfolgte am 30. Dezember 1969 seine Ernennung zum Generalstaatsanwalt (Fiscal General del Estado).
1973 wurde Acevedo Außerordentlicher und Bevollmächtigter Botschafter in Spanien und verblieb bis 1978 auf diesem Posten. Zugleich war er von 1973 bis 1978 in Personalunion als Außerordentlicher und Bevollmächtigter Botschafter in Marokko akkreditiert. Nach seiner Rückkehr wurde er Unterstaatssekretär im Außenministerium (Sub-Secretario del Ministerio Relaciones Exteriores), Mitglied des Nationalen Grenzrates (Consejo Nacional de Límites), Koordinator des Projekts Río Pilcomayo sowie am 28. Juli 1980 auch Mitglied des Verwaltungsrates des binationalen Staudamms- und Wasserwerkes Yacyretá (Entidad Binacional Yacyretá) an der Grenze zu Argentinien.
Am 29. August 1988 übernahm Rodney Elpidio Acevedo, der Mitglied der Asociación Nacional Republicana – Partido Colorado (ANR-PC) war, als Nachfolger von Carlos Augusto Saldívar den Posten als Außenminister (Ministro de Relaciones Exteriores) und bekleidete diesen Posten bis zum 3. Februar 1989, woraufhin Luis Maria Argaña seine Nachfolge antrat. Er war damit letzter Außenminister in der Regierung des zwischen 1954 und 1959 diktatorisch regierenden Präsidenten Alfredo Stroessner. Nach seinem Ausscheiden aus dem Kabinett war er Professor für Internationales Recht und Berater des Außenministeriums.
Für seine Verdienste wurde ihm unter anderem das Großkreuz des bolivianischen Orden del Cóndor de los Andes und das Großkreuz des spanischen Orden de Isabel la Católica verliehen. Aus seiner Ehe mit Gilda Rodríguez Alcala gingen vier Kinder hervor.